# Чха Бом Ґин
Чха Бом Ґин (кор. 차범근?, 車範根?; 22 травня 1953, Хвасон) — південнокорейський футболіст і тренер.
Визнаний найкращим футболістом Азії XX століття за версією Міжнародної федерації футбольної історії та статистики.

## Біографія

### Клубна кар'єра
Чха Бом Ґин почав свою футбольну кар'єру в 1971 році в клубі «Коріан Ейр». У грудні 1978 року футболіст перейшов у клуб Бундесліги — «Дармштадт 98». Через сезон він перейшов в «Айнтрахт» з Франкфурта, з яким в 1980 році виграв Кубок УЄФА.

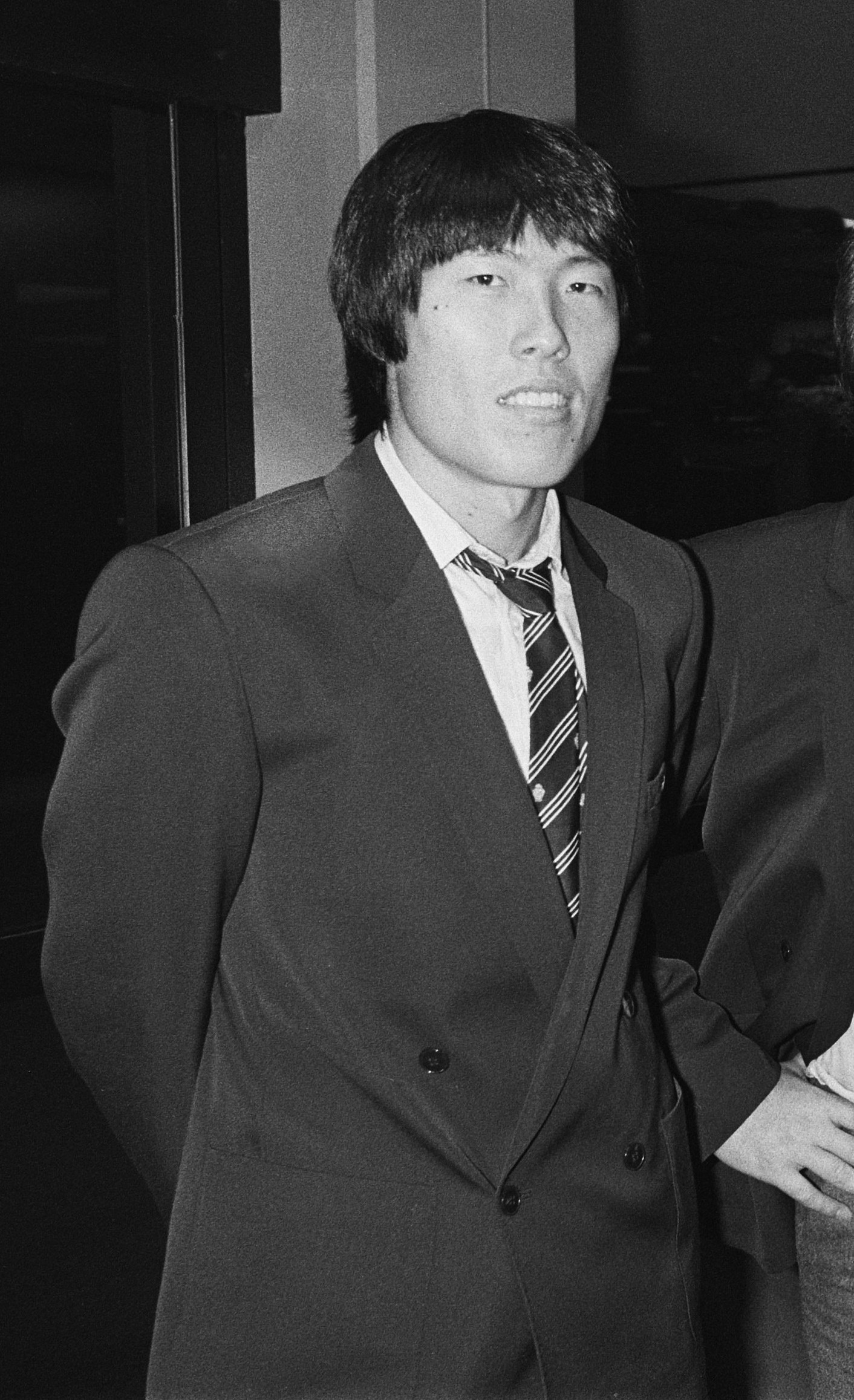
Чха Бом Ґин у 1979 році під час виступів за «Айнтрахт»

З 1983 року Бум-Кун грав за леверкузенський «Баєр 04», з яким виграв свій другий Кубок УЄФА в 1988 році. У 1989 році завершив кар'єру, зігравши в Бундеслізі 308 матчів і забивши 98 голів (жодного з них — з пенальті). За 10 сезонів він отримав лише одну жовту картку. Встановлений ним рекорд за кількістю забитих голів у Бундеслізі серед легіонерів пробув 10 років і був побитий лише Стефаном Шапюїзою в 1999 році.

### Кар'єра в збірній
У 1971 році Чха Бом Ґин дебютував у юнацькій збірній Південної Кореї. У 1972 році став наймолодшим гравцем у складі національної збірної Південної Кореї.
Незважаючи на восьмирічну перерву в іграх за збірну Південної Кореї Чха зіграв за неї 121 матч і забив 55 голів, що на момент закінчення його кар'єри (1989 рік) було одним з найкращих показників у світі як за кількістю ігор, так і за кількістю голів. Він взяв участь у фінальному турнірі чемпіонату світу 1986 року, де зіграв у всіх трьох матчах. Є кращим бомбардиром в історії південнокорейської збірної.

### Кар'єра тренера
У 1991—1994 роках тренував команду К-Ліги «Ульсан Хенде».
У 1997 році Чха Бом Ґин був призначений тренером збірної Кореї, і був звільнений в ході фінального турніру чемпіонату світу 1998 після поразки 0:5 від збірної Нідерландів.
Після звільнення між ним і Корейською федерацією футболу виник конфлікт, в результаті якої він був на 5 років дискваліфікований всередині країни.
Два сезони він тренував китайський «Шеньчжень Сянсюй Ейсіті», потім працював телекоментатором. У 2003 році очолив клуб «Сувон Самсунг Блювінгз», з яким виграв ряд трофеїв, в тому числі — чемпіонат і кубок Південної Кореї.

## Досягнення

### Як гравець
Айнтрахт Франкфурт
- Володар Кубка УЄФА: 1980
- Володар Кубка ФРН: 1981

Баєр 04
- Володар Кубка УЄФА: 1988

Збірна Південної Кореї
- Переможець Азійських ігор: 1978
- Срібний призер Кубка Азії: 1972

### Як тренер
Сувон Самсунг Блюуингз
- Чемпіон Південної Кореї: 2004, 2008
- Володар Кубка Південної Кореї: 2009
- Володар Суперкубка Південної Кореї: 2005

## Особисте життя
Син Чха Бом Ґина, Чха Ду Рі, також став футболістом, грав за південнокорейську збірну і німецькі клуби.